# 小行星7642
小行星7642（英語：7642）是一颗围绕太阳公转的小行星。1988年10月13日，上田清二、金田宏在钏路市发现了此天体。
这颗小行星的绝对星等为52.25678等。